# Puyravault (Charente Marittima)
Puyravault è un comune francese di 611 abitanti situato nel dipartimento della Charente Marittima nella regione della Nuova Aquitania.

## Società

### Evoluzione demografica
Abitanti censiti